# 青葉町 (東村山市)
青葉町（あおばちょう）は、東京都東村山市の町名。現行行政地名は青葉町一丁目から四丁目の４町。郵便番号189-0002。

## 地理
東村山市の東部。
東から時計回りに、清瀬市竹丘、東久留米市下里、東村山市恩多町、東村山市久米川町、東村山市秋津町、清瀬市梅園、に隣接する。

### 河川
- 野火止用水
- 空堀川

### 地名の由来
昭和39年の町名・字区域変更の際に 武蔵野の雑木林を豊かに残し、クヌギ、ナラ、松などが、青々と町を覆っていることから「青葉町」と名付けられた。としている。

## 交通

### 鉄道
鉄道空白地帯となる。
| バス移動で利用可能駅 |
| --- |
| 西武池袋線 - 清瀬駅（SI 15） - 秋津駅（SI 16) 西武新宿線 - 久米川駅（SS 20） 西武新宿線 国分寺線 西武園線 - 東村山駅（SS 21）（SK 05） JR武蔵野線 - 新秋津駅(JM 31) |

### バス
- 西武バス所沢営業所…周辺の路線を運行している。
- 西武バス小平営業所…東村山市コミュニティバスグリーンバスを運行。

### 道路
- 東京都道・埼玉県道4号東京所沢線 - （新所沢街道）
- 野火止通り
- 東京都道129号東村山東久留米線

## 施設

### 青葉町一丁目
- 東京都立多摩北部医療センター

### 青葉町二丁目
- 東村山市立青葉小学校

### 青葉町四丁目
- 国立療養所多磨全生園
- 国立ハンセン病資料館

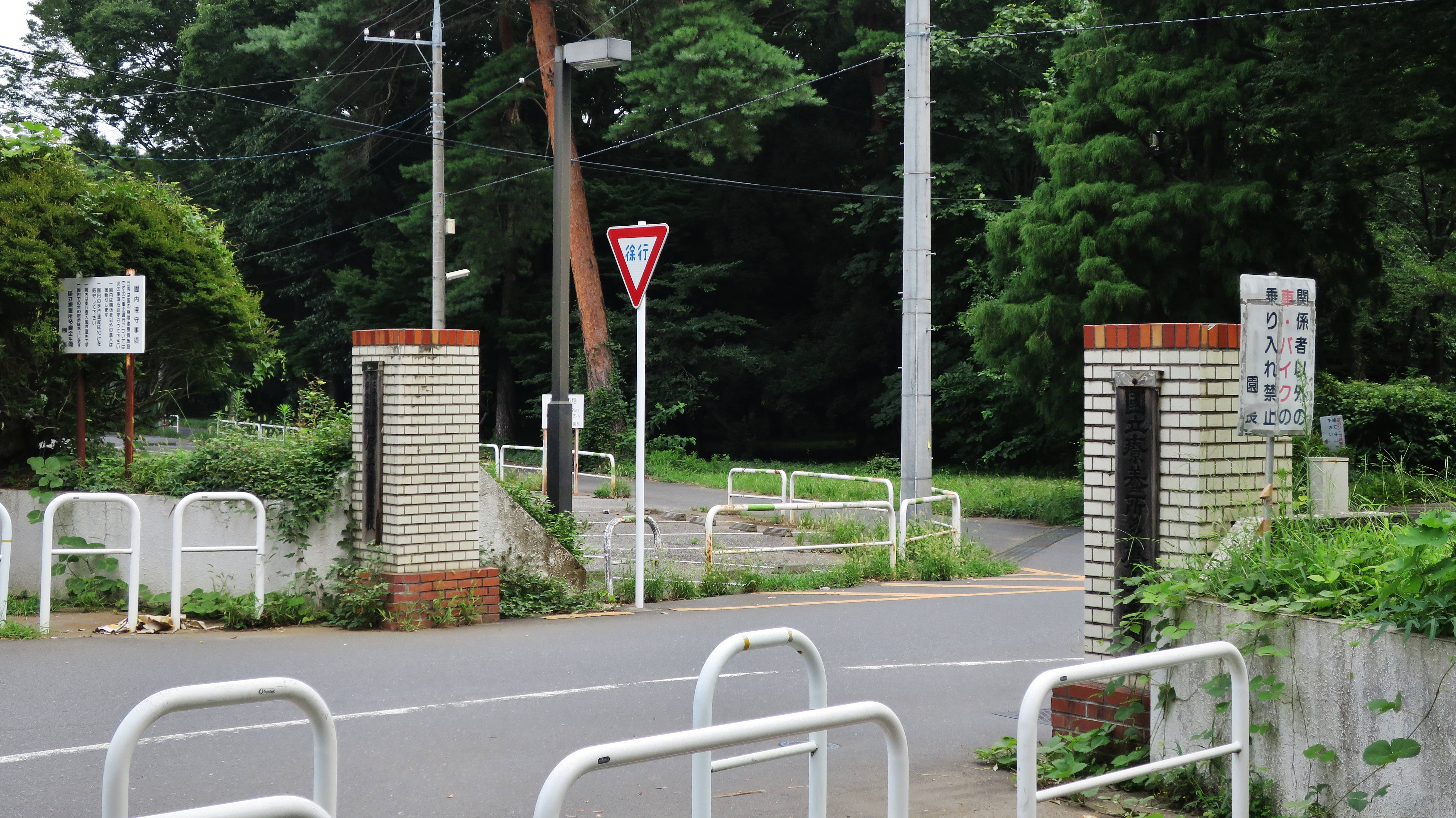
多磨全生園正門
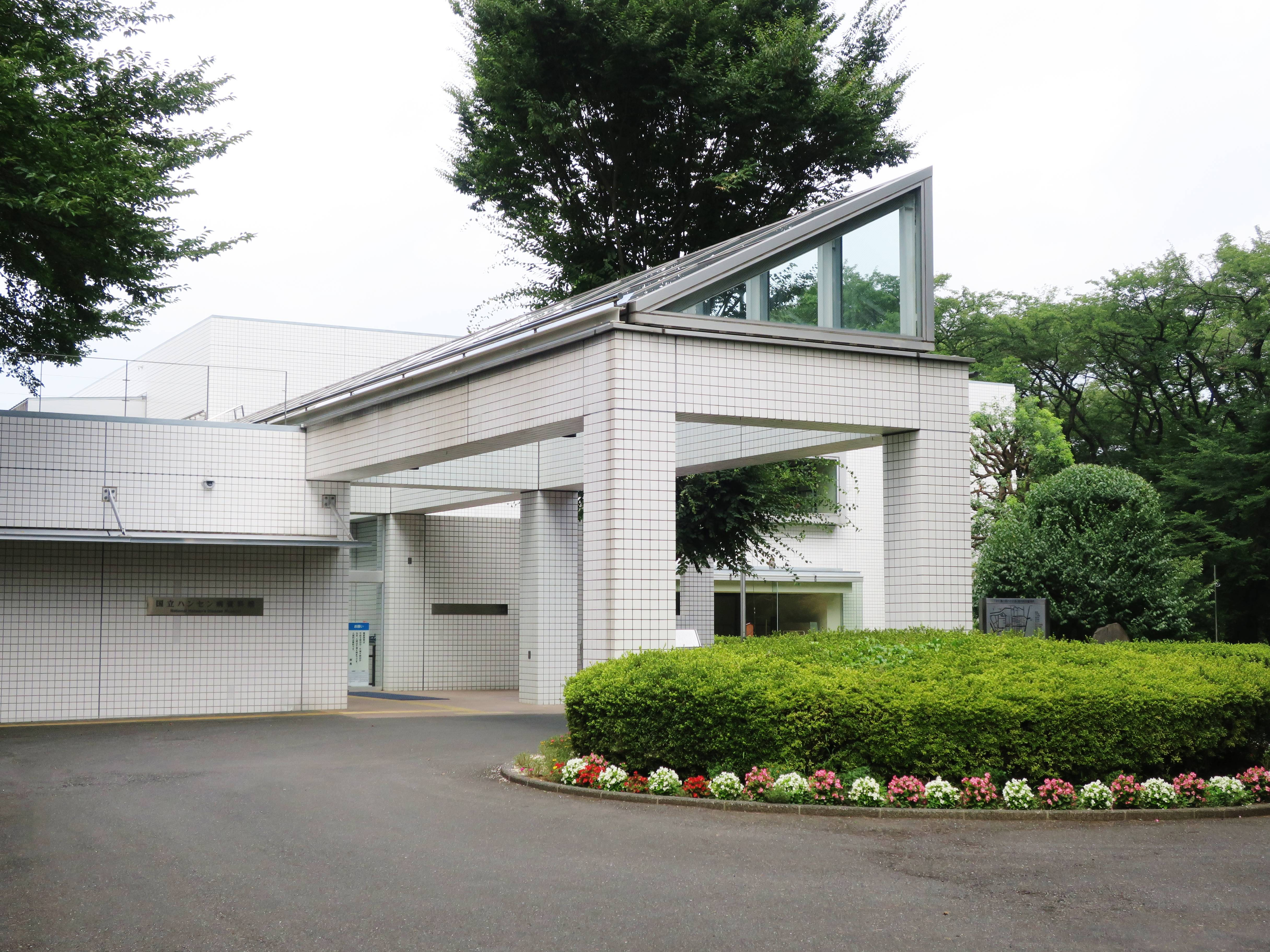
国立ハンセン病資料館